# チキャプ
チキャプ（སྤྱི་ཁྱབ་、中国語: 基巧）は、1910年代に当時チベットの元首ダライ・ラマ13世の命によってチベットの各地に設置された地方総督職。各地方の中心都市に設置され、複数のゾン（宗）を管轄した。

## 各チキャプの所在と管轄領域、設置年代
1. ドメー・チキャプ（མདོ་སྨད་སྤྱི་ཁྱབ་）：チャムドに設置。名目上はカム地方の全域、実際にはカム地方のうちガンデンポタンが実効支配下におくカム地方西部の20ヶゾンを管轄。ドメー・チキャプはカシャク（噶廈）のカロンと同格で、三品官1名が配置された。
2. ツァン・チキャプ（གཙང་སྤྱི་ཁྱབ་）：シガツェに設置。22ヶ所のゾンとシカ（谿、荘園）を管轄。チキャプには四品官である二人のケンポが就任。
3. チャン・チキャプ（བྱང་སྤྱི་ཁྱབ་）：ナクチュに設置。チャンタンを管轄。
4. タクコン・チキャプ：コンボに設置。
5. ド・ガルプン（ガリ・ガルプン）：ガリに設置。ガルプン2名が配置。

## ドメー・チキャプに関する毛里和子の主張
近現代政治史の専門家毛里和子は、著書『周縁からの中国』で
当時のチベット地域は、ダライ・ラマとチベット政府の管轄下にある中央チベット地域、パンチェン・ラマ管轄のシガツェ地区、チャムド地区行政長官アポ・アワン・ジグメの管轄にあるカム地区の、三つの地域に分かれていた。
という見解を提示しているが、1総督職にしかすぎないドメー・チキャプをチベットの中央政府であるガンデンポタンと並ぶほどの勢力として過大視する理由、ドメー・チキャプに着任して10数日しかたっていないがプー・ガワンジグメをチベット中央政府と並ぶ三大勢力の一つとして過大視する理由などについては、史料上の根拠をまったく提示していない。